# Tramelogödie
Die Tramelogödie (griech.-italien. tramelogedia, Mischbildung aus Melodram und Tragödie) ist eine Mischgattung zwischen Oper und Tragödie. Es handelt sich um eine viel diskutierte Vision des italienischen Dichters Vittorio Graf Alfieri (1749–1803), die sich in der Theaterpraxis nicht durchsetzen konnte. 
Alfieri versuchte, die Tramelogödie mit seinem Werk Abele (gedruckt 1804) zu begründen. Es sollte eine populäre ernste Theatergattung sein, die nicht gänzlich in der Oper aufgehen sollte, bei der der Musikgenuss im Vordergrund stand. Im Vorwort zu diesem Drama erläuterte Alfieri seine Vorstellungen. Alfieri sah als Ausführende sowohl Sänger als auch Schauspieler vor und bezeichnete den Einsatz melodramatischer Musik mit Regieanweisungen an den gewünschten Stellen. 1915 wurde eine Vertonung von Leandro Passagni aufgeführt. 
Im französischen, englischen und deutschen Sprachgebrauch bezeichnet der Begriff Melodram eine modernere Form des Dramas mit Begleitmusik, ist also in etwa vergleichbar mit der italienischen Tramelogödie. In der italienischen Sprache wird unter melodramma dagegen die Oper verstanden, die das italienische Theaterleben stets beherrschte. Die gesprochene Tragödie konnte sich hier nie recht durchsetzen.